# Pazardžik

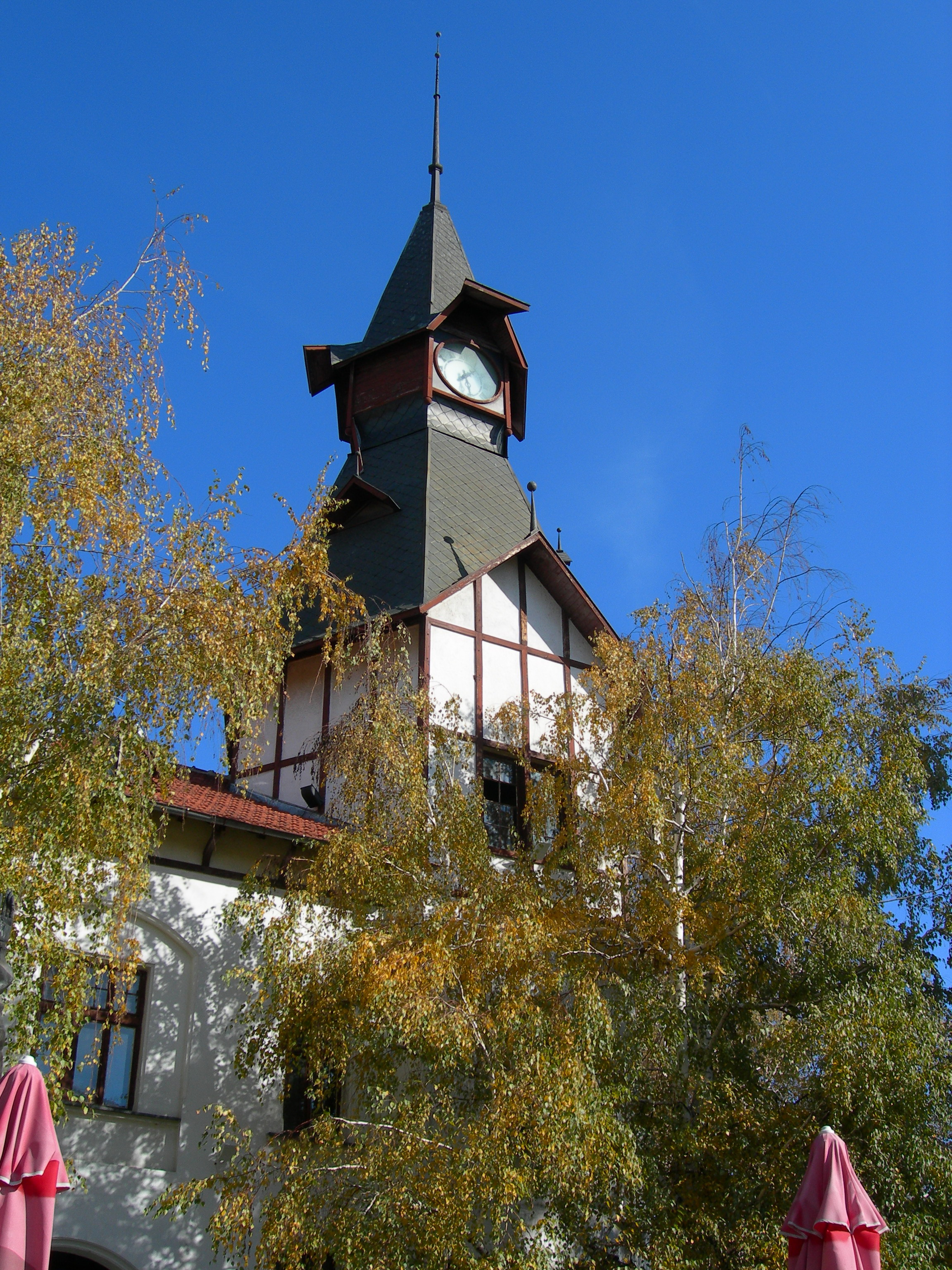
Torre dell'orologio

Pazardžik (in bulgaro Пазарджик?) è una città della Bulgaria che sorge sulle rive del fiume Marica nel distretto omonimo, con una popolazione di 73 152 abitanti residenti (dati 2015).

## Storia
Pazardžik venne fondata da un gruppo di Tatari di Bilhorod-Dnistrovs'kyj nel 1485. La sua favorevole posizione lungo il fiume Marica ne permise un rapido sviluppo come centro di scambi e commerci. Il nome infatti deriva dal persiano bāzār (mercato) e dal turco cık (piccolo). Per via delle sue origini venne chiamata Tatar Pazardžik.
Nel 1810 venne conquistata dal generale russo Nikolaj Michajlovič Kamenskij.

## Località
Il comune è formato dall'insieme delle seguenti località:
- Pazardžik (sede comunale)
- Aleko Konstantinovo
- Aprilci
- Bratanica
- Veličkovo
- Gelemenovo
- Glavinica
- Govedare
- Debraštica
- Dobrovnica
- Dragor
- Zvăničevo
- Ivajlo
- Krali Marko
- Ljahovo
- Malo Konare
- Mirjanci
- Mokrište
- Ovčepolci
- Ognjanovo
- Patalenica
- Pištigovo
- Rosen
- Saraja
- Sbor
- Sinitovo
- Topoli dol
- Hadžievo
- Car Asen
- Crănča
- Černogorovo
- Junacite

## Amministrazione

### Gemellaggi
- West Bend (Wisconsin)
- Stavropol'
- Čechov
- Barysaŭ
- Salerno, dal 2011 (di tipo culturale)

## Galleria d'immagini

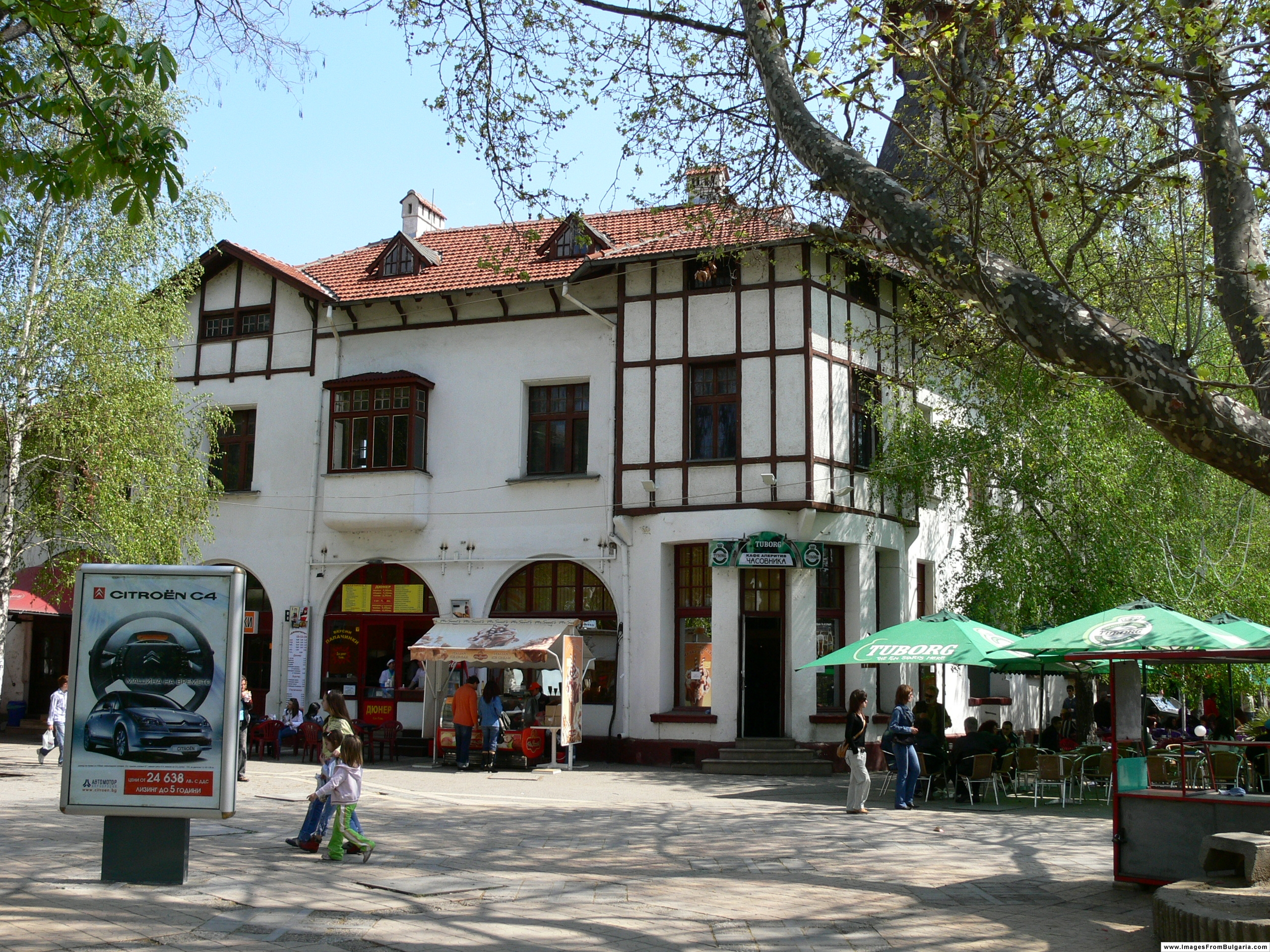
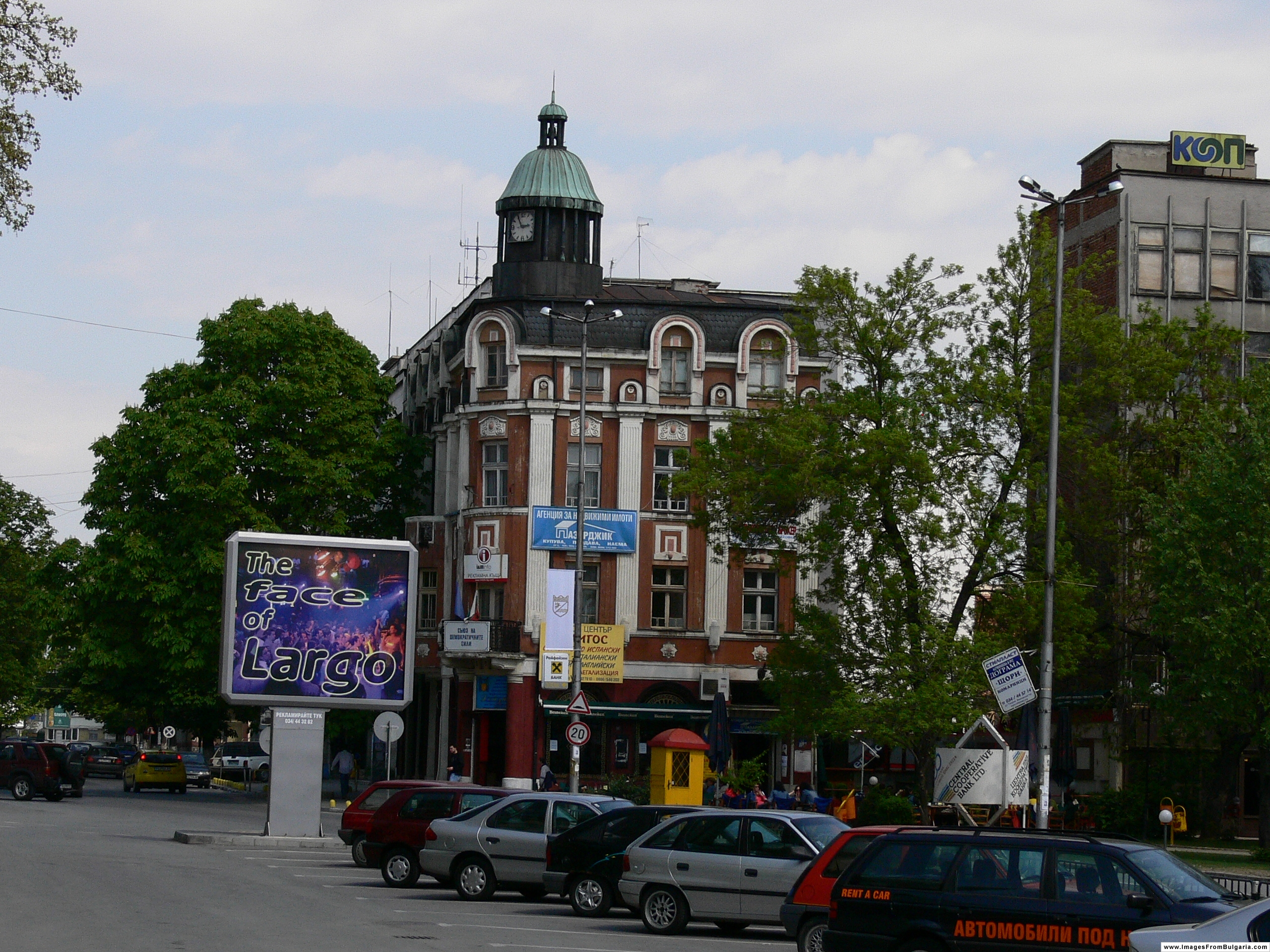
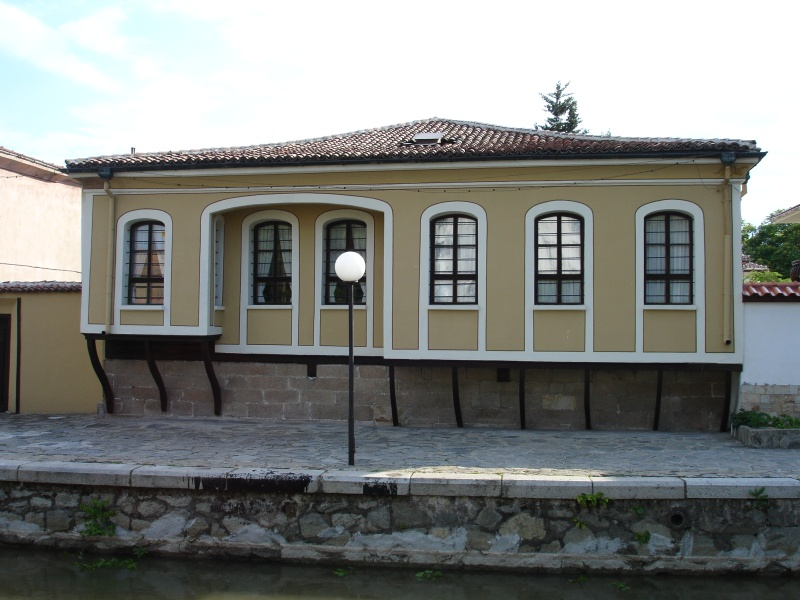
Casa di Stanislav Dospevski